# Président du Conseil national (Suisse)
 (décembre 2024).
En Suisse, le président du Conseil national (en allemand : Präsident des Nationalrats ou Nationalratspräsident ; en italien : Presidente del Consiglio nazionale ; en romanche : President dal Cussegl naziunal) dirige les délibérations du Conseil national (chambre basse de l'Assemblée fédérale), fixe l’ordre du jour du conseil compte tenu du programme de la session établi par le bureau du Conseil national, préside ledit bureau et représente le Conseil national à l’extérieur. 
Il est couramment nommé « premier citoyen du pays ». 

## Tâches
Le président du Conseil national préside les séances du Conseil national ainsi que de l'Assemblée fédérale (Chambres réunies) et assume d'autres tâches représentatives et administratives (art. 7 RCN). 
En cas de partage des voix, la voix du président du Conseil national est prépondérante.Toutefois, il ne prend pas part aux votes, sauf pour les élections ou les votes qui requièrent l'approbation de la majorité des membres du conseil (art. 80 LParl).
Il fixe l'ordre du jour du conseil dans le cadre du programme des séances arrêté par le bureau du Conseil national (art. 9 RCN), sous réserve d'autres décisions du conseil.

## Élection
Au début d'une nouvelle législature et jusqu'à l'élection d'un nouveau président, le doyen de fonction, c'est-à-dire le député au Conseil national qui a exercé le plus long mandat sans interruption, préside la séance constitutive jusqu’à l’élection du nouveau président (art. 2 RCN). La durée du mandat du président est d'un an (art. 152 Cst.). Au début de chaque session d'hiver, le président et les deux vice-présidents sont élus par le Conseil national. Il est d'usage que le deuxième vice-président soit élu premier vice-président l'année suivante et président l'année suivante.
En ce qui concerne l'appartenance du président du Conseil national à un groupe parlementaire, une certaine rotation s'est instaurée depuis des années. Le 18 novembre 2022, les présidents des six groupes parlementaires qui existaient à l'époque se sont mis d'accord sur un nouveau système de calcul. La future composition est basée sur une répartition proportionnelle, qui inclut tous les groupes parlementaires existants, à condition qu'ils conservent le statut de groupe parlementaire pendant deux législatures consécutives. Le calcul doit être refait au début de chaque législature. 

## Premier citoyen et ordre de préséance
Le président du Conseil national est souvent désigné sous le nom de « premier citoyen du pays ». Ce titre non officiel découle du fait qu'il est appelé à présider l'Assemblée fédérale lorsqu'elle siège en Chambres réunies.
Selon l'ordre de préséance protocolaire, le président du Conseil national se place en deuxième position, après le Conseil fédéral in corpore (et le général, uniquement nommé en temps de guerre).